# 신 페인
신 페인(아일랜드어: Sinn Féin [ʃiːɲ fʲeːnʲ])은 아일랜드와 북아일랜드 모두에서 활동 중인 정당이다. 1947년 더블린 태생의 아서 그리피스에 의해 창설되었으며 현재의 당 대표는 메리 루 맥도널드이다. 1970년 북아일랜드 통일운동에 대한 의견차이로 기존의 신페인당이 분리될 때, 아일랜드 공화국군 임시파(PIRA)를 지지한 파벌이 오늘날의 신페인당이 되었다. 1980년까지 신페인당은 PIRA의 우당으로 상호 밀접한 연관이 있었다. 당시 아일랜드 공화국군 공식파(OIRA)를 지지한 파벌은 "공식 신페인파"으로 분리되었으며, 오늘날에는 아일랜드 노동자당으로 계승되었다.
"신페인"은 아일랜드어로 '우리 스스로(we ourselves)', '우리들' 등을 의미하는 낱말이다.

## 역사

### 창립기

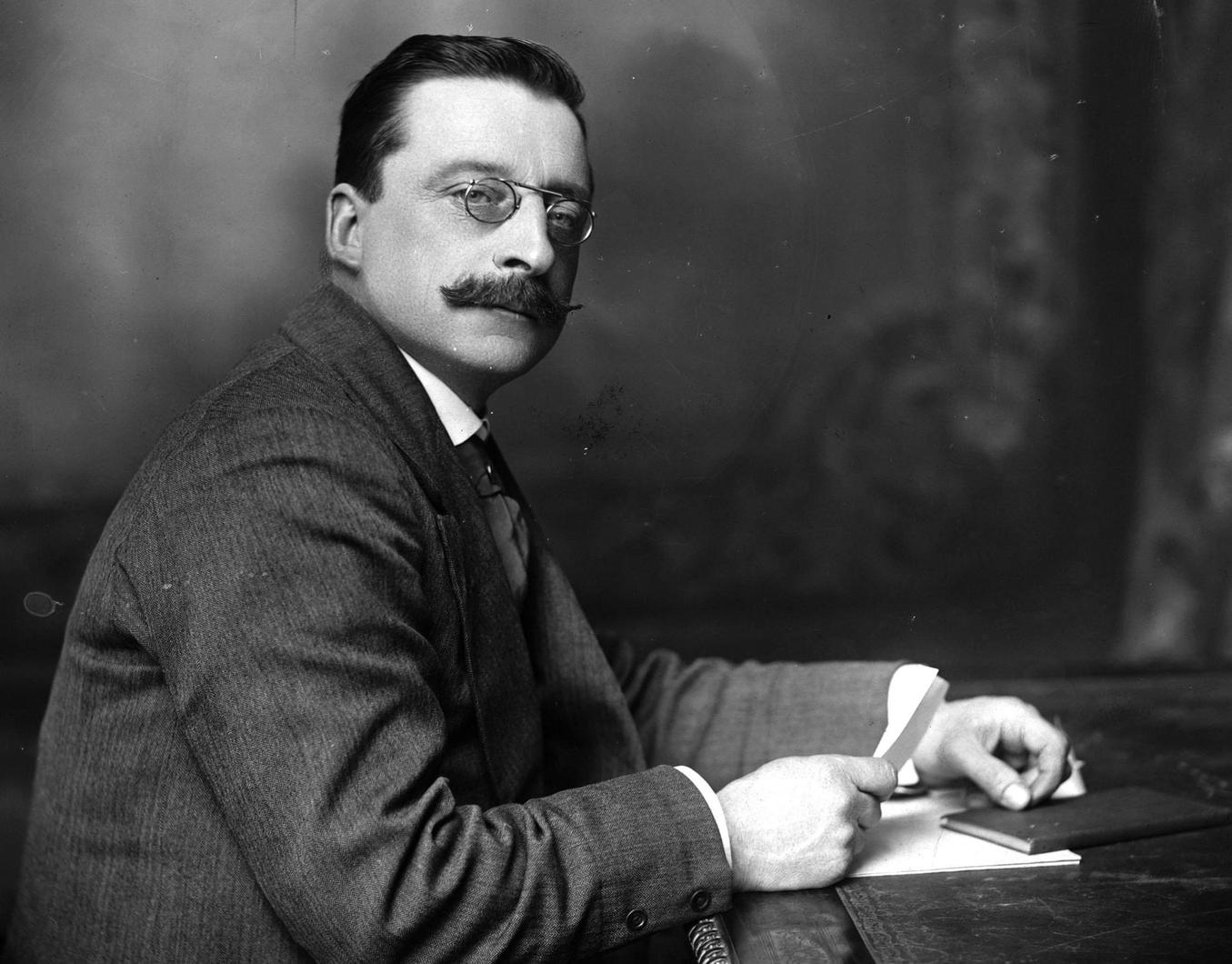
신페인당의 창설자이자 초대 당수인 아서 그리피스

신페인이 창립 백주년을 기념하여 발간한 자료집 《신페인:분투의 한 세기》에 따르면 신페인이란 이름의 유래는 1901년 4월 27일 게일어 연맹이 발간한 《빛나는 검》(아일랜드어: Claidheamh Soluis)에 실린 〈우리 스스로, 우리 스스로〉(아일랜드어: Sinn Féin, Sinn Féin)라는 문서에서 비롯되었다.
성 파트리치오의 날이었던 1902년 3월 17일, 게일어 연맹의 회원을 중심으로 《신페인:올드캐슬 월보》가 발행되었다. 첫 번째 기고가는 패트릭 피어스였다. 이 잡지는 말미에 "억압받는 노동자 계급이 존재하는 한, 억압에 저항하는 신페인은 계속될 것이다."라고 밝히고 있다.
처음 창립되었을 때에는 신페인은 정당이라기 보다는 비슷한 성향을 갖는 사람들의 사적인 회합 정도에 가까웠다. 신페인에는 민족주의 선전가인 아서 그리피스를 비롯하여 공화파 사무실의 서기를 맞고 있던 윌리엄 루니 같은 사람들이 있었다. 초기 신페인에 참여했던 선전가 와드 드 블라캄은 "신페인은 정당이 아니었다. 그것은 게일어를 사용하여 선전하려는 젊은 아일랜드 남녀의 틀이 안잡힌 모임이었다."라고 술회하고 있다.
아서 그리피스는 더블린 지역의 인쇄업자와의 친분을 바탕으로 신문을 제작하고 있었다. 그는 신페인 출판사를 창립하고 《유나이티드 아일리쉬》와 《신페인》을 발간하였다. 그의 민족 자족 사상은 오스트리아-헝가리의 1867년 타협과 독일의 경제학자 프리드리히 리스트의 영향을 받은 것이었다. 당시 아일랜드에서는 켈트 육상 협회나 어베이 극장과 같은 곳에서 게일어를 사용하자는 운동이 벌어지는 등 민족주의에 대한 자각이 이루어지고 있었다. 이러한 움직임을 바탕으로 1905년 11월 28일 더블린의 로투나에서 신페인은 정당으로 창립하였다. 창립 발기인으로는 아서 그리피스, 에드워드 마틴, 토머스 마틴, 존 스위트먼, 제니 위즈파워, 패트릭 피어스, 메어 드 뷔트레이, 패트릭 맥컬턴, 올리버 세인트 존 고거티, 피더 키니, 신 토머스 오켈리, 마이클 오핸라한, 윌리엄 코스그레이브 등이 참석하였다. 메어 드 뷔트레이는 처음에 당 이름을 신페인으로 하는 것에 반대하였다.
초창기 신페인의 인지도는 매우 낮았다. 1909년 8월 신페인의 당원은 581명에 불과했으며 이 중 211명이 더블린에 있었다. 슬리고 주에서는 당원이 학생 한 명과 점원 한 명에 불과했다.

### 부활절 봉기
영국 정부는 더블린에서 1916년에 발생한 부활절 봉기를 신페인이 주도하였다고 오인했는데, 이로 인해 오히려 인기가 급상승했다. 1918년 아일랜드 총선에서 아일랜드에 배정된 105석의 의석 중 73석을 차지하면서, 아일랜드 의회당을 누르고 지배적인 정치세력이 되었다. 이들은 영국 의회에 출석하는 것을 거부하면서 아일랜드 의회의 구성과 함께 아일랜드 공화국(Irish Republic)으로의 독립을 선언했다. 1919년 당시 신페인의 지도자였던 마이클 콜린스당수는 무장혁명단체인 아일랜드 공화국군을 창건하였다. 영국 정부는 이들을 불법으로 규정하고 탄압했으나, 아일랜드 독립전쟁을 통해 승리하게 된다. 북아일랜드의 6개 주를 제외한 아일랜드는 1925년 독립하였다.

### 독립과 분열
북아일랜드의 영국 통치를 인정한 상태에서 이루어진 아일랜드의 독립은 필연적으로 정파간 분열과 갈등을 가져왔다. 독립 후 3년 뒤 과격파과 온건파로 나뉘게 되어 각각 통일 아일랜드당과 아일랜드 공화당을 창당했다. 아일랜드 공화당은 1932년에 있었던 아일랜드 총선거에서 승리하여 집권정당이 되었다. 한편, 북아일랜드에서는 새롭게 결성된 아일랜드 공화국군이 영국을 상대로 무장 투쟁을 계속하였다.

### 1970년 이후
1969년 아일랜드 공화국군은 무장 투쟁의 종식을 선언하였다. 이에 따라 신페인과 아일랜드 공화국군 내부에서는 격렬한 갈등이 있었고 결국 급진파가 분리되어 나왔다. 계속적인 무장 투쟁을 주장한 급진파는 자신들을 "임시 신페인"과 "임시 아일랜드 공화국군"으로 불렀다. 이들은 무장 투쟁의 방편으로 민간인을 향한 폭탄 테러 등을 시작하였다. 테러 단체로 널리 알려진 아일랜드 공화국군(IRA)은 이들 급진파를 가리킨다.
1970년 사실상 재 창당된 신페인은 오랫동안 급진주의 아일랜드 공화국군과 연관이 있어왔으며, 1980년대 말까지 영국 당국에 의해 불법 정치 조직으로 취급되었다.

### 1990년 평화 조약
교회력으로 성 금요일이었던 1998년 4월 10일 신페인의 게리 아담스와 사회민주노동당의 존 흄은 무장투쟁이 아닌 평화적인 방법으로 아일랜드의 통일을 모색할 것을 협약하였다. 성 금요일 협약이라 불리는 이 협약으로 신페인 무장투쟁의 중지를 선언하고 대중 정치 조직으로 활동하기 시작하였다.
신페인과 사회민주노동당의 협상은 미국의 은퇴한 상원의원 조지 미첼이 중재하였다. 조지 미첼은 아일랜드계 미국인으로서 양진영의 신뢰를 얻을 수 있었다. 아일랜드계 미국인은 1920년 아일랜드의 독립을 위한 미국 상원의 결의안을 통과시키는 등 모국의 독립을 위해 많은 노력을 기울였었다. 성금요일 협약은 다음 달 열린 아일랜드와 북아일랜드의 국민투표에서 절대 다수의 찬성으로 확정되었다.

## 최근 선거 결과
2007년 북아일랜드 총선 결과 신페인은 현재 북아일랜드 의회에서 두 번째로 많은 의석을 가지고 있으며 북아일랜드의 부수상을 배출하였다. 2009년 유럽 의회 총선 결과 신페인은 북아일랜드에서 가장 많은 지지를 받는 정당이 되었다. 이로써 신페인은 당 역사상 최초로 북아일랜드의 다수당이 되었다.
영국 하원에는 2020년대 현재도 기권주의에 따라 불참하고 있다.

## 같이 보기
- 북아일랜드의 정당 목록
- 아일랜드의 정당